# Arturo López Trasancos
Arturo López Trasancos (Orense, 1902 - Orense, 19 de febrero de 1948) fue médico y político español.

## Biografía
Vinculado al galleguismo desde joven, estudió medicina en la Universidad de Santiago de Compostela, especializándose en otorrinolaringología. Trabajó en el Instituto Provincial de Higiene de Orense.
López fue elegido concejal en Orense durante la dictadura de Primo de Rivera y, al final de la misma, vicepresidente del Partido Nazonalista Republicano de Ourense, liderado por Ramón Otero Pedrayo, siendo por ello uno de los primeros miembros del Partido Galleguista.
Tras el fin de la guerra civil española, López Trasancos fue represaliado: el Tribunal de Responsabilidades Políticas lo sancionó en 1941 con una multa e inhabilitación para el ejercicio de la medicina durante cinco años.